# Ligue de Castelbaldo
La Ligue de Castelbaldo (italien : lega di Castelbaldo), nommée ainsi en référence à la commune de Castelbaldo, est une coalition militaire formée le 8 août 1331 contre le roi de Bohême.

## Histoire
Jean Ier de Bohême descend en Italie à la fin de 1330 pour venir en aide à Brescia, menacée par Mastino II della Scala, et obtient rapidement un fort soutien de nombreuses villes du nord de l'Italie.
Les Scaligeri, les Visconti, les Estensi, les Gonzagues, ainsi que Florence (en 1332), Naples, Côme et Novare, adhèrent à la ligue.
Après la bataille de Palazzolo en avril 1333, une trêve est conclue le 13 juillet 1333 à Castelnuovo del Garda, marquant la reddition du roi de Bohême, aussi en raison de la rébellion des villes qu'il avait soumises. Avec les accords de Lerici de 1334, les villes soumises à Jean Ier sont partagées entre les membres de la ligue. Parmi celles-ci, Parme est attribuée à Mastino II, Modène à Obizzo III d'Este et Reggio aux Gonzague.